# Dietrich Stratmann
Dietrich Stratmann (* 4. September 1937 in Berlin) ist ein deutscher Politiker (CDU) und Mitglied des Niedersächsischen Landtages.

## Leben
In Berlin besuchte Dietrich Stratmann die Volksschule und das Gymnasium Carusius-Kolleg und erwarb dort 1956 das Abitur. Er studierte an der TU-Berlin und an der Universität Göttingen Physik und promovierte 1970 in Göttingen.
Parallel dazu arbeitete er ab 1964 in Lindau (Eichsfeld) als wissenschaftlicher Mitarbeiter am Max-Planck-Institut für Aeronomie und wurde dort, bis er 1982 in den Landtag gewählt wurde, stellvertretender Leiter des Rechenzentrums. In den Jahren 1986 bis 1990 arbeitete er dort nochmals.
Stratmann trat im Jahr 1956 in die CDU ein. Er übernahm von 1970 bis 1974 den Vorsitz des Northeimer Stadtverbandes des CDU und wurde von 1974 bis 1979 Vorsitzender der Kreisverbandes der CDU in Northeim. Er wirkte als Beiratsmitglied der Arbeitsgemeinschaft Wasserkraftwerke Niedersachsen und Schleswig-Holstein. In den Jahren 1972 bis 1990 wurde er in den Rat der Stadt Northeim gewählt und war dort Beigeordneter. In den Jahren 1974 bis 1990 war er zudem Abgeordneter des Kreistages im Landkreis Northeim.
Vom 21. Juni 1982 bis 20. Juni 1986 (10. Wahlperiode) und vom 19. Februar 1990 bis 2003 (11. bis 14. Wahlperiode, mit Unterbrechung) war er Mitglied des Niedersächsischen Landtages. Vom 16. Januar 1991 bis 20. Juni 1994 übernahm er den Vorsitz im Ausschuss für Umweltfragen.
Er ist verheiratet und hat zwei Kinder.